# Лисенко Володимир Пилипович
Лисенко Володимир Пилипович (нар. 2 вересня 1937 року) — радянський і український вчений в галузі лісівництва, кандидат сільськогосподарських наук, професор кафедри ботаніки та фізіології рослин Харківського національного аграрного університету імені В. В. Докучаєва. Академік Міжнародної академії наук екології та безпеки життєдіяльності та Лісівничої академії наук України (ЛАНУ).

## Біографія
Народився 2 вересня 1937 року в селі Круподеринці Оржицького району Полтавської області. У 1952–1956 роках навчався в Лубенському лісовому технікуму, отримав диплом техніка-лісовода з відзнакою. У 1956–1961 роках був студентом лісового факультету Харківського сільськогосподарського інституту імені В. В. Докучаєва, отримав диплом інженера лісового господарства з відзнакою. Від 1961 року працює в Харківському національному аграрному університеті імені В. В. Докучаєва. Пройшов шлях від простого асистента до професора кафедри ботаніки та фізіології рослин. 1974 року захистив кандидатську дисертацію на тему «Типи лісів Кабардино-Балкарської автономної радянської соціалістичної республіки і закономірності їх формування» з сільськогосподарських наук за спеціальністю 06.03.03. — лісівництво, лісознавство. Вчене звання доцента кафедри ботаніки та фізіології рослин присвоєно у 1976 році.
30 травня 1997 року на Х з'їзді Українського ботанічного товариства обраний Почесним членом із врученням диплому за заслуги у розвитку ботанічної науки, пропаганді природоохоронних знань серед студентів та широких верств населення. 30 липня 1998 року Лисенка Володимира Пилиповича обрано дійсним членом (академіком) Міжнародної академії наук екології та безпеки життєдіяльності у місті Санкт-Петербург по секції «Екологія». У коридорі другого поверху корпусу університету створено композицію «Підручник з ботаніки з основами екології, в який можна ввійти». Він налічує 40 видів екзотичних рослин, 72 м² картин екологічних груп рослин, 45 навчальних стендів, 5 електрифікованих контрольно-навчальних пристроїв, 22 портрети вчених-ботаніків. За ініціативи Лисенка В. П. вперше в світовій педпрактиці майбутні лісівники складають «Клятву рослині». 22 квітня 2005 року отримав диплом доктора філософії. 25 березня 2009 року присвоєно звання професора аграрного університету. З 2005 по 2011 роки працює завідувачем кафедри ботаніки та фізіології рослин. З 1 липня 2011 року — професор цієї кафедри.

## Наукові праці
Тема наукових досліджень Лисенка Володимира Пилиповича — реновація популяцій рідкісних і зникаючих видів рослин Харківської області. Загалом науковий доробок становить 158 наукових статей, 167 науково-популярних статей, 1 навчальний посібник і 4 довідника. Серед них:
1. Лисенко В. П., Ємельянов В. Г. Ботаніка і денрологія. Харків, 2007. — 280 с.
2. Лисенко В. П., Ємельянов В. Г., Александрович Т. В. Латинська мова на службі ботаніки і дендрології: довідник / Харківський національний аграрний університет імені В. В. Докучаєва. — Х. : ХНАУ імені В. В. Докучаєва, 2008.
3. Лисенко В. П., Ємельянов В. Г. Систематика рослин. Харків, 2009. — 324 с.

## Нагороди
Нагороди Лисенка В. П.:
- Почесна грамота Міністерства аграрної політики України (2001).
- Відмінник аграрної науки та освіти ІІ (2007) та ІІІ (2006) ступенів.
- Медаль «Будівничий України» (2002).
- Подяка від Президента України Віктора Ющенка.